# Yanjing Hu
Yanjing Hu (chinesisch 眼镜湖 ‚Brillensee‘) sind zwei kleine, unmittelbar benachbarte Seen auf der Fildes-Halbinsel von King George Island im Archipel der Südlichen Shetlandinseln. Sie liegen zwischen dem Huangshi Po und dem Guibei Shan.
Chinesische Wissenschaftler benannten sie 1986 deskriptiv im Zuge von Vermessungs- und Kartierungsarbeiten.
Laut Beschreibung des Zhuluo He (Jurabach) im SCAR Composite Gazetteer of Antarctica entspringt der Bach im „Brillensee“. Damit ist das Seenpaar vielleicht mit dem Jurasee und Geographensee identisch (deren Koordinaten sind beim SCAR nur auf die Winkelminute genau angegeben).